# Wappen Bermudas

Wappen Bermudas

Das offizielle Staatswappen Bermudas ist seit dem 4. Oktober 1910 gültig.

## Beschreibung
Das Wappen zeigt einen dem Betrachter zugewandten roten blaubewehrten Löwen im grünen Schildfuß stehend, der einen Schild hält. Auf den blauen Schild mit silbernen natürlichen Wellen im kleinen Schildfuß eine Darstellung des strandenden Schiffes Sea Venture.
Unter dem Wappen ist ein goldenes Spruchband mit der Devise „QUO FATA FERUNT“ („Wohin das Schicksal treibt“), die einen Bezug zur Seefahrt und ihren Unwägbarkeiten herstellt und sich in ähnlicher Form auch im Wappen von Wyk auf Föhr wiederfindet.

## Symbolik
Die Besatzung der Sea Venture betrat nach einem Schiffbruch im Jahr 1609 die Insel; die 150 Personen waren die ersten Europäer dort. Der Löwe symbolisiert das Vereinigte Königreich, womit die Herkunft der Neuankömmlinge gezeigt wird.